# Stephanachne
Stephanachne là một chi thực vật có hoa trong họ Hòa thảo (Poaceae).

## Loài
Chi Stephanachne gồm các loài: